# Chous
Chous (stgr. χοῦς) – rodzaj starożytnego greckiego naczynia ceramicznego, dzbanka na płyny.
Chousy były pękatymi dzbankami z uchem i trójpłatowym wylewem, przypominającym kształtem koniczynę. Dzbanów tych używano podczas Antesterii, trzecich w ciągu roku świąt ku czci boga Dionizosa, gdy próbowano młodego wina, na przełomie stycznia i lutego. Było to święto attyckie i ogólnojońskie. Drugi, najważniejszy dzień świąt, nazywano „choes” (stgr. Χόες), tzn. dzbany. Trzeciego dnia świąt obdarowywano dzieci małymi chousami.
Chous był również attycką jednostką miary, wynoszącą ok. 3,28 litra. Metretes (objętość amfory panatenajskiej – 39,39 l) = 12 chous = 144 kotyle.

## Galeria

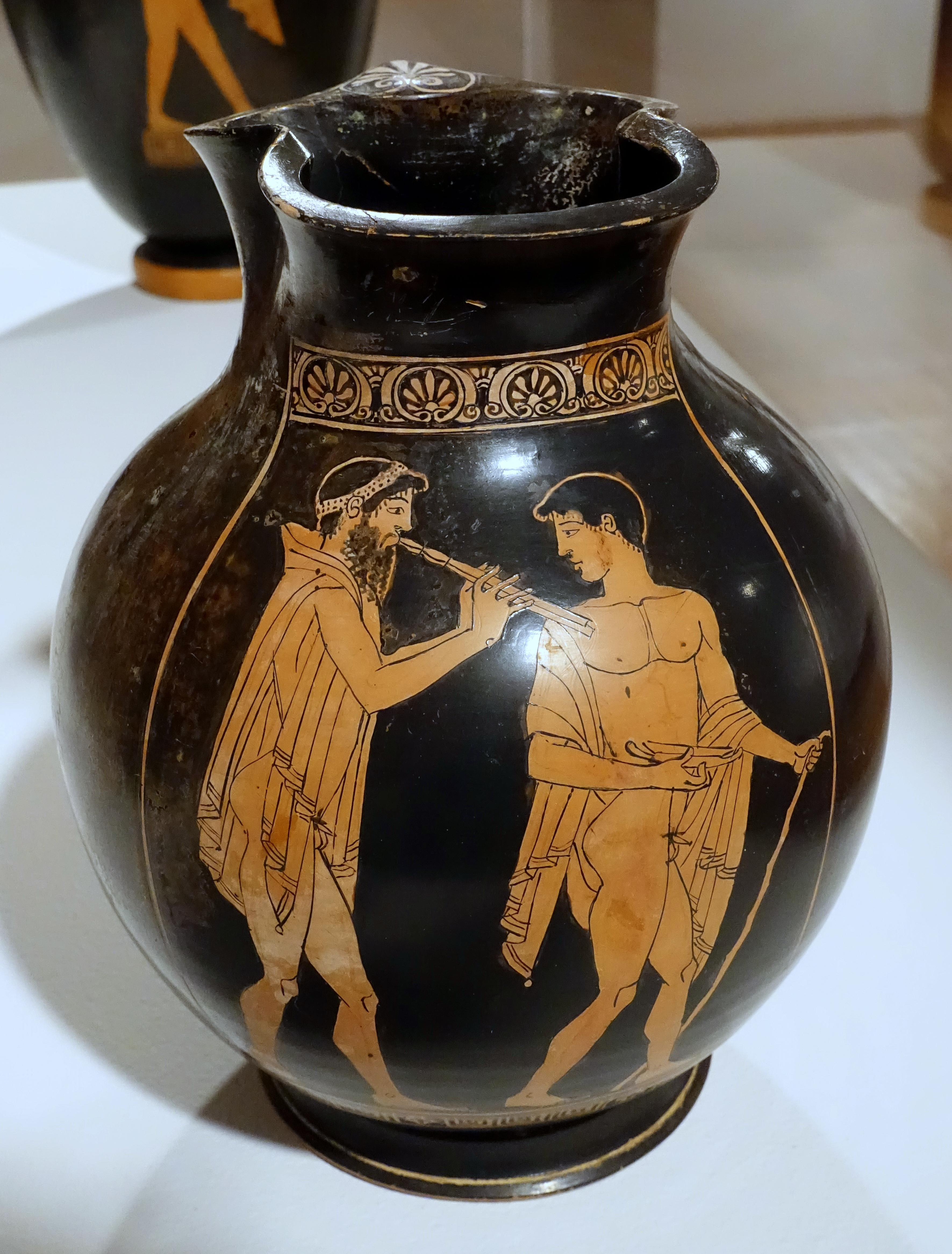
Czerwonofigurowy chous attycki, ok. 475 p.n.e. (Krannert Art Museum)
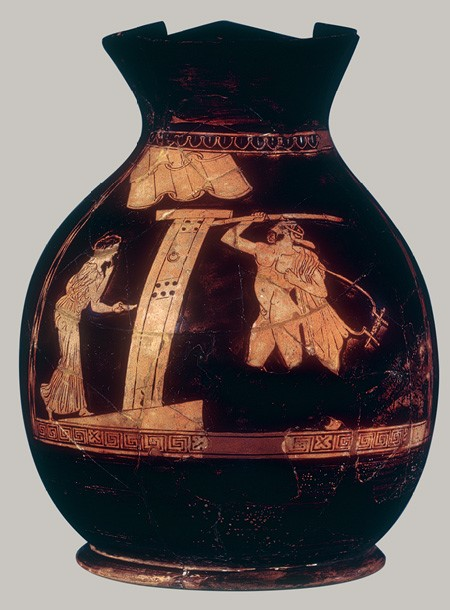
Czerwonofigurowy chous attycki, ok. 430–420, wys. 24 cm (Metropolitan Museum of Art)
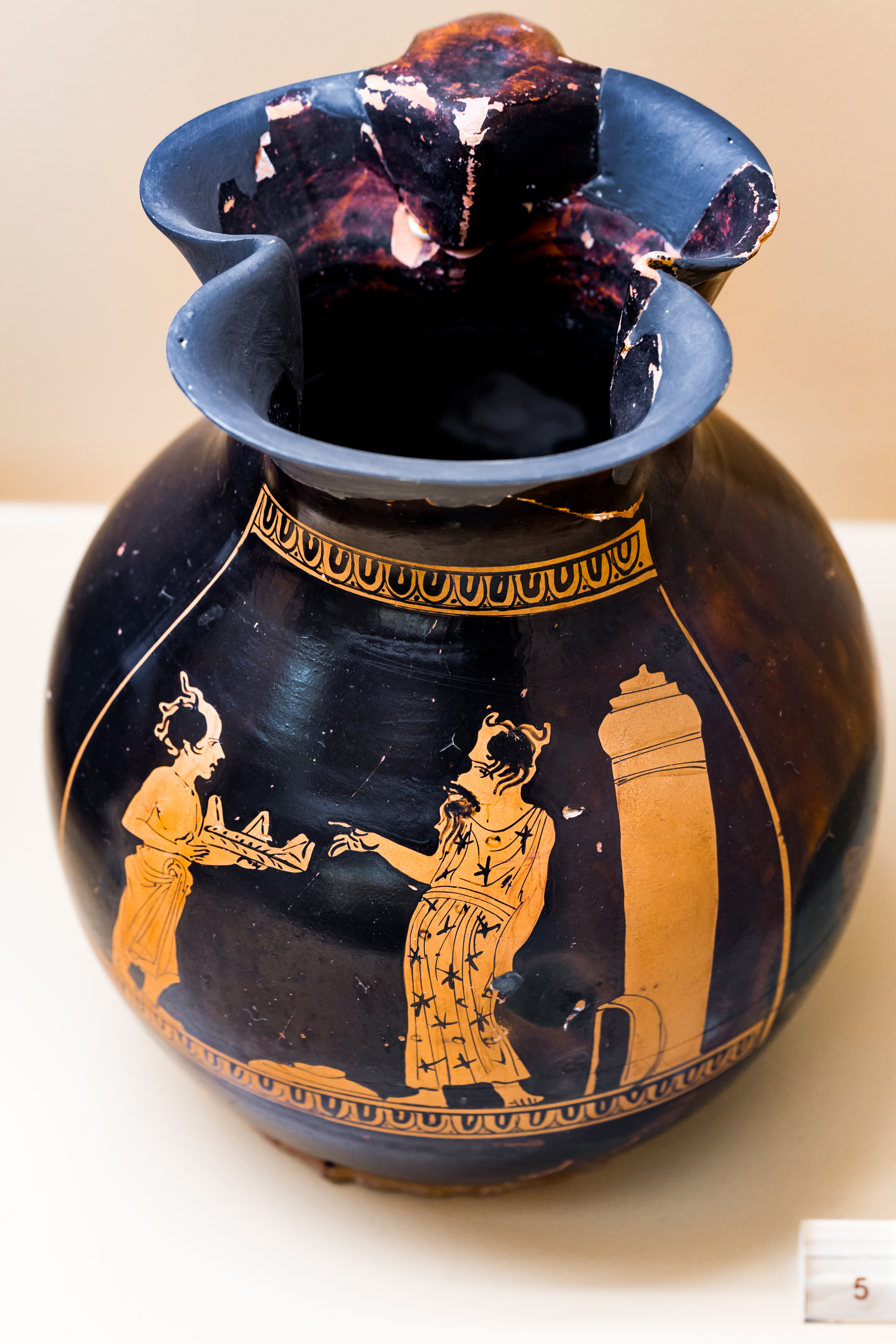
Czerwonofigurowy chous attycki, ok. 430–400, wys. 17 cm (Ancient Agora Museum)
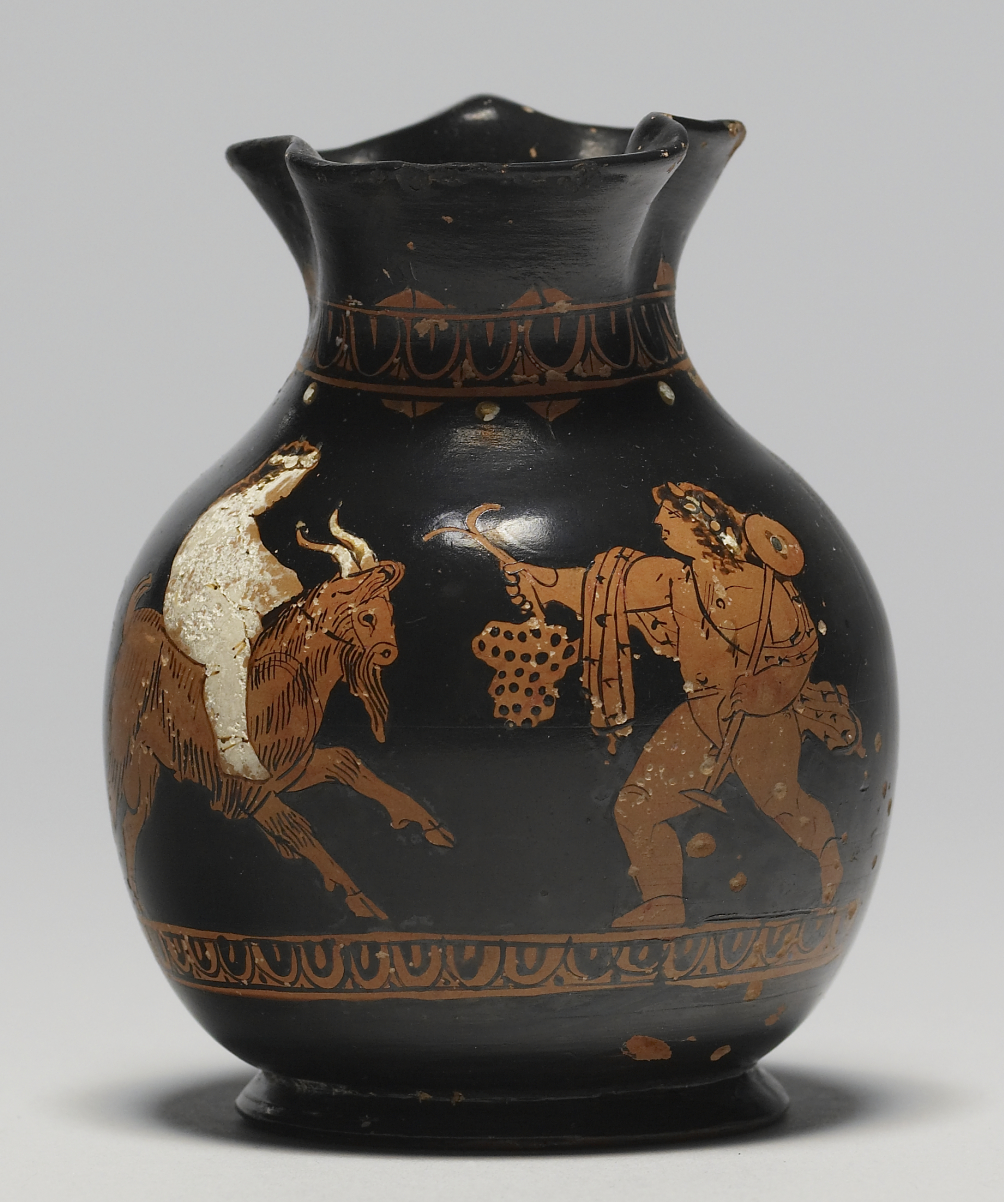
Mały chous czerwonofigurowy, ok. 410 p.n.e., wys. 9 cm (Walters Art Museum)